# Okay
Okay é um site de vídeos musicais e entretenimento. É uma joint venture. Todo conteúdo do Okay é hospedado em seu site oficial e também no Youtube.
O Okay produz e/ou apresenta vários eventos como shows, entrevistas e premiações musicais, são os chamados "Okay Originals" pelo próprio. Os eventos oficiais transmitidos pela Okay são:
- Okay Lift
- Okay Live

## Recordes em 24hrs
Esta é uma lista dos vídeos que mais receberam visualizações no período de 24 horas.
| Posição | Video Musical   | Artista(s)      | Visualizações (em 24 horas) | Superado após | Lançado em          | Ref. |
| ------- | --------------- | --------------- | --------------------------- | ------------- | ------------------- | ---- |
| 1.      | The Sassy Gitlz | Diogo Teixeirah | &0000000000000001.000000    | —             | 27 de Junho de 2016 |      |